# ザ・スパイダースの大進撃
『ザ・スパイダースの大進撃』は、1968年1月3日に日活で封切られたザ・スパイダースの主演映画第2作である。カラー、シネマスコープ、82分。

## 解説
ストーリーの大本はザ・ビートルズの『ヘルプ!4人はアイドル』からで場面転換にシタールの音が使われている。
ストーリー展開も似ている。スパイダースは前作の一般市民ではなく人気バンドで主演している。
1980年代にビデオ化されたが2005年にDVD化され画面もリマスター化され特典に予告編が追加された。2014年にTSUTAYAでレンタル解禁された。

## 物語
人気バンドのスパイダースはアメリカ公演から帰国した。
しかし背後には悪の女と一味がつけていた。狙いは堺のタンバリンに埋め込まれた高価なダイヤと田辺のカバンにある設計図である。
メンバーの周りで奇怪な事件が連続する。鹿児島へ仕事へ向かうが騒ぎはエスカレートする。東京に戻った後、スパイダースとの格闘の末に悪の一味は警察に逮捕される。

## スタッフ
- 企画：笹井英男
- 脚本：伊奈洸、倉本聰
- 監督：中平康
- 撮影：北泉成
- 美術：松井俊幸
- 音楽：かまやつひろし、脇野光司
- 録音：片桐登司美
- 証明：土田守保
- 編集：辻井正則
- スチル：斎藤誠一

## 出演者
- 田辺昭知：田辺昭知（ザ・スパイダース）
- 堺正章：堺正章（〃）
- 井上順：井上順（〃）
- かまやつひろし：かまやつひろし（〃）
- 加藤充：加藤充（〃）
- 大野克夫：大野克夫（〃）
- 井上孝之：井上孝之（〃）
- 緒方：波多野憲
- 緒方ゆり子：和泉雅子
- 矢代美代子：真理アンヌ
- 峰岸：植村謙一郎
- サングラスの男：草薙幸二郎
- ソフトの男：柳瀬志郎
- 税関吏：二木草之助、田中滋
- 刑事部長：長弘
- 刑事：鴨田喜由、小柴隆
- お婆さん：堺駿二
- 若い娘：親桜子
- 老人：三樹冨雄
- バンドボーイ：原田征男
- 男：吉田武史、田反彦
- ボーイ：押見史郎、村井健二
- スチュワーデス：渡辺智子
- サイレンサーの男：東郷秀美
- 運転する男：矢藤昌宏、潮田孝